# Arctic Monkeys
Gli Arctic Monkeys sono un gruppo musicale rock britannico, formatosi ad High Green, quartiere alla periferia di Sheffield, nel 2002.
La band è formata da Alex Turner (voce, chitarra ritmica e solista, tastiera), Jamie Cook (chitarra ritmica e solista), Matt Helders (batteria, seconda voce) e Nick O'Malley (basso, seconda voce). Andy Nicholson (basso, seconda voce) lasciò il gruppo nel 2006, poco dopo l'uscita del disco di debutto, mentre Glyn Jones due settimane dopo la formazione del gruppo stesso.
Nome di spicco del post-punk revival britannico, gli Arctic Monkeys vantano 6 Brit Awards e 3 nomination per i Grammy Awards. Riscossero successo di pubblico e critica con l'album d'esordio, Whatever People Say I Am, That's What I'm Not, edito nel 2006 e divenuto l'album di debutto più venduto nella storia della musica britannica, con 300 000 copie vendute in 5 giorni. Nel 2007 uscì Favourite Worst Nightmare, nel 2009 Humbug, nel 2011 Suck It and See, nel 2013 AM, e nel 2018 Tranquility Base Hotel & Casino. Il loro più recente album è uscito nel 2022 e si intitola The Car. La band ha pubblicato anche due album dal vivo, At the Apollo (2008) e Live at the Royal Albert Hall (2020). Sono stati headliner al Festival di Glastonbury per tre volte, nel 2007, nel 2013 e nel 2023 e due volte al festival di Reading e Leeds, nel 2014 e nel 2022.
Il gruppo è spesso citato come esempio di band emersa dal web, una delle primissime a farsi conoscere in questo modo; in questo senso, essi hanno plasmato la possibilità di un cambiamento nel modo in cui i gruppi ottengono attenzioni e promuovono la loro musica. Il grosso del lavoro su internet è stato fatto dai loro amici e fan tramite passaparola, mentre il gruppo si è limitato a dare gratuitamente dei demo ai loro concerti.

## Storia del gruppo

### Gli inizi (2002-2004)

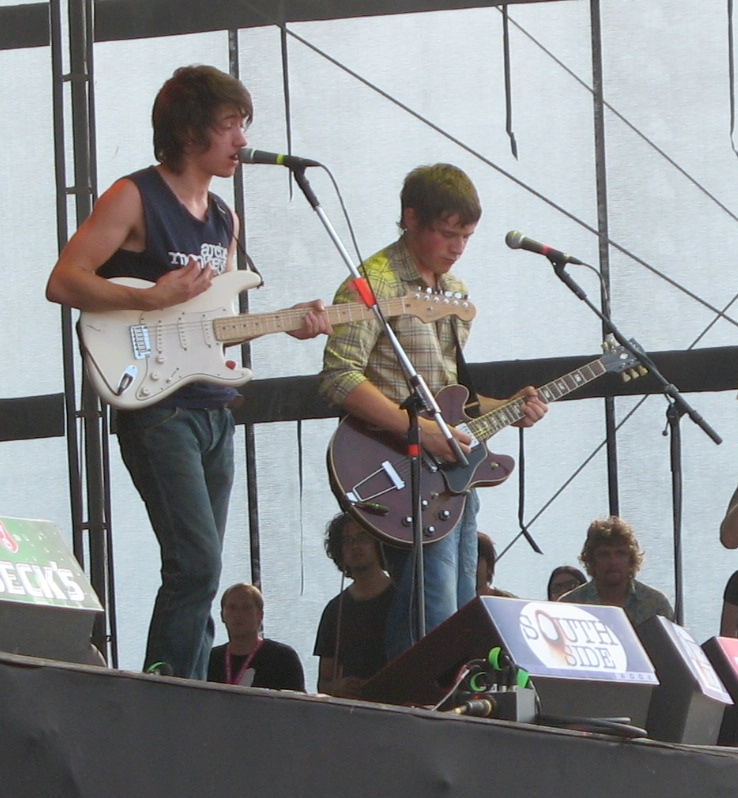
Alex Turner e Jamie Cook nel 2006

Il gruppo nasce nel 2002, ad High Green, Sheffield, quando i due vicini di casa Alexander Turner e James Cook decidono che per Natale si sarebbero entrambi fatti regalare una chitarra elettrica, impararono i loro primi accordi, chiusi nella stanza di Jamie, davanti al canzoniere di Be Here Now degli Oasis. Iniziano poi a imparare pezzi dei Vines, degli Strokes, dei Queens Of The Stone Age e dei White Stripes. Dopo aver imparato velocemente a suonare la chitarra, Jamie e Alex iniziano a parlare di avere una band, seguendo l'esempio di vari loro amici, e l'idea gli piacque. A loro si unisce il vicino di casa di Cook e Turner, e compagno di classe di Alex, Matthew Helders in qualità di batterista.
Dopo aver considerato l'idea di formare una band con varie persone, Helders aveva deciso di comprare la sua prima batteria vendendo il suo kit da dj regalatogli da Turner un paio di mesi prima, data la sua passione per l'hip-hop e per il rap. Successivamente si uniscono a loro altri due ragazzi: Glyn Jones (anche lui di High Green), come cantante, e Andrew Nicholson (di Hillsborough), nel ruolo di bassista, pur non essendo un suonatore esperto (proprio come Helders). Alex e Glyn durante l'ultimo giorno di scuola dell'anno scolastico 2002-2003 mettono giù qualche idea di testo e gli Arctic Monkeys iniziano a provare. I ragazzi si trovano spessissimo durante le vacanze estive nel garage di Alex, tuttavia alla fine dell'estate Jones lasciò la band, vedendola come una semplice occasione per passare il tempo e divertirsi, ma non una cosa a lungo termine, dichiarando successivamente che gli sembrava che il gruppo fosse solo "una gang di ragazzini che perdevano tempo per la noia", e che non era mai stato "un suo sogno portare avanti la cosa".
La band necessitò quindi di un nuovo cantante. Prima si pensò ad un grande amico della band, James Portman, ma poi si decise che avrebbe cantato Alex, prima solo chitarrista, essendo lui lo scrittore dei testi. Turner non era a conoscenza delle sue doti canore, e anzi Jones ha raccontato di essere stato "praticamente bullizzato" da Alex per fare il cantante. "Era molto umile, e non realizzava quanto bella fosse la sua voce. Amava la musica ed era felice solo di suonare la sua chitarra". Così nacquero gli Arctic Monkeys, nome deciso da Cook, che fin dai tempi della scuola affermava che se mai gli fosse capitato di avere una band, il nome sarebbe stato proprio quello. Il resto della band non era sicuro che il nome fosse adatto e per un breve periodo pensarono di chiamare il gruppo "Bang Bang", ma poi decisero di tenere il nome originale.
Passò un anno prima di vedere gli Arctic Monkeys suonare dal vivo per la prima volta, in cui la band si esercitò e creò i suoi primi brani. Questo successe venerdì 13 giugno 2003, in un pub del luogo chiamato "The Grapes", dove suonarono i loro primi due brani Curtains Closed e Ravey Ravey Club (inseriti nella compilation del 2004 Beneath the Boardwalk, ma poi mai pubblicati ufficialmente), e varie cover tra cui I'm Only Sleeping dei Beatles, Black Math e Hotel Yorba degli White Stripes, Harmonic Generator dei Datsuns, Teenage Kicks degli Undertones e alcuni brani degli Strokes, dei Vines e di Jimi Hendrix. Alex Turner al tempo era anche chitarrista ritmico di una band chiamata "Judan Suki" formata con Jon McClure, grande amico di Turner e futuro frontman dei Reverend and The Makers. Turner aveva conosciuto McClure su un autobus, e quest'ultimo gli aveva chiesto se voleva entrare a far parte del suo gruppo. Occasionalmente la band suonava con Matt Helders, e il produttore di Sheffield Barney Vernon ricorda un concerto della band al Garage a Londra, dove Helders suonava la batteria e Turner i bongos.
Dato che McClure aveva intenzione di registrare dei demo, i Judan Suki si erano recati ai 2fly studios di Sheffield e, dopo aver registrato, Alex chiese di poter registrare alcune demo con la sua band che allora era sul punto di suonare al suo secondo concerto, al produttore Alan Smyth. Il produttore si recò a vederli suonare; delle nove canzoni suonate, sette erano cover, ma Smyth non seppe distinguere quali fossero state composte dal quartetto e quali invece da famosi artisti, e pensò che fosse un fatto positivo; in più gli piaceva il modo in cui Turner svolgeva il ruolo di frontman e accettò la proposta di Alex. Così gli Arctic Monkeys registrarono 17 demo in un totale cinque giorni e mezzo di sessioni, svolte dal 2003 al 2004, poi raccolte sotto il nome di Beneath the Boardwalk, raccolta non ufficiale diffusa su internet.
Curiose le occupazioni che i ragazzi svolgevano nella vita di tutti i giorni: Alex era barman presso il locale "The Boardwalk" (dove il gruppo suonerà spesso), e lavorava in un negozio della Gap, e Jamie in una ditta che costruiva toilette. Nel 2004 la loro popolarità andò sempre più a salire (da notare il tutto esaurito al Forum di Sheffield, il 12 dicembre 2004), gli Arctic Monkeys iniziarono a suonare i loro pezzi più recenti, come I Bet You Look Good On The Dancefloor, Dancing Shoes, Fake Tales Of San Francisco, A Certain Romance, Choo Choo, Bigger Boys And Stolen Sweethearts e When The Sun Goes Down (allora ancora nota come Scummy o Scummy Man), e la gran parte questi brani è ancora considerata tra i loro pezzi più famosi e storici.
Nel 2005 la band decise di registrare qualcosa di ufficiale, e crearono la loro personale casa discografica (non a caso, la "Bang Bang Records") per distribuire un esclusivo EP, che fu distribuito in MP3 e in vinile, in tiratura limitata a 500 copie, chiamato "Five Minutes With Arctic Monkeys", contenente come lato A Fake Tales Of San Francisco, e come lato B From The Ritz To The Rubble. L'EP fu accompagnato da un video registrato dall'amico della band Mark Bull, che riprende vari loro concerti.

### Whatever People Say I Am, That's What I'm Not(2005-2006)

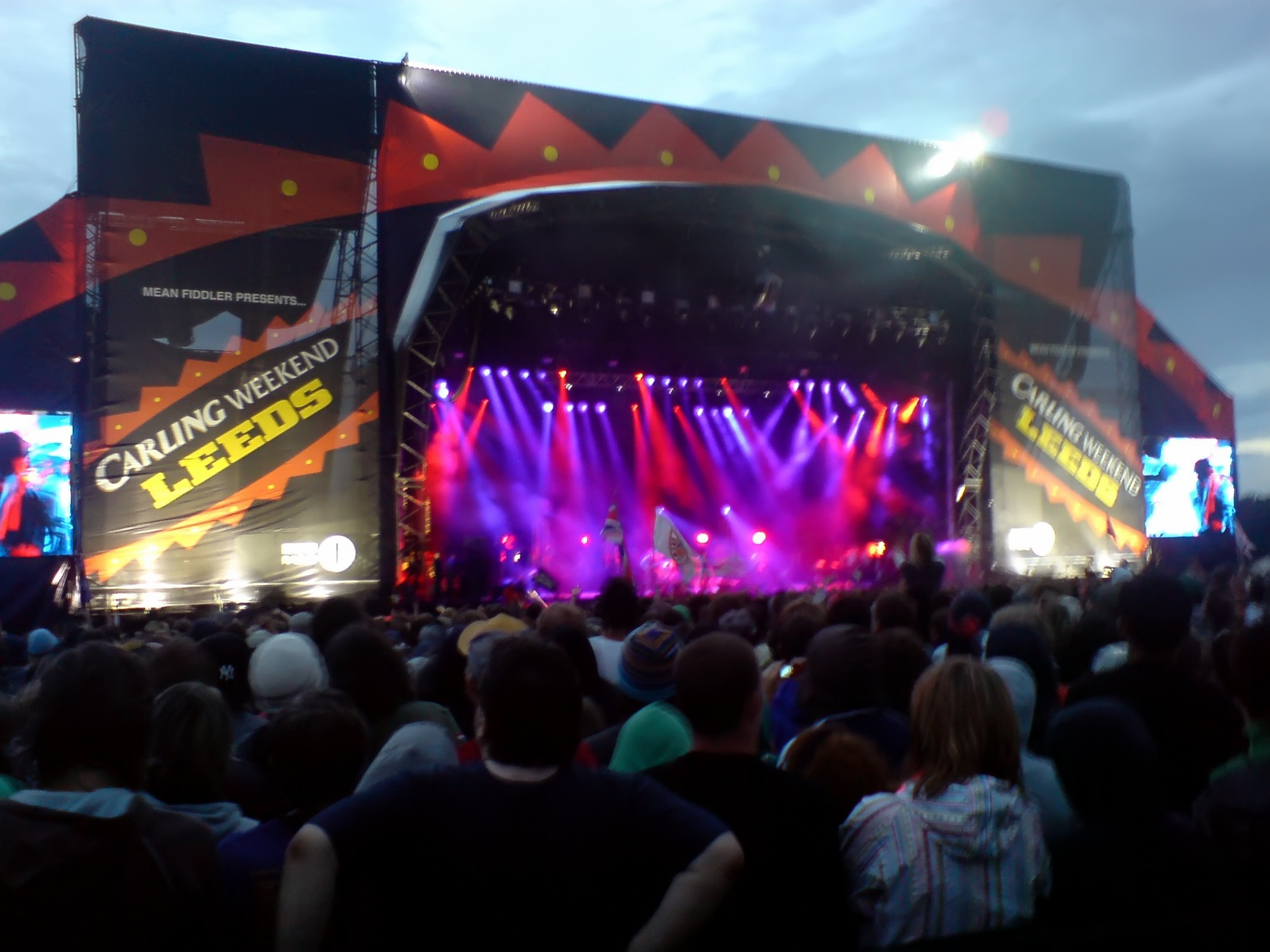
Il palco della band a Leeds nel 2006.

La band, da sempre tentata dal rimanere indipendente e visto il successo raggiunto comunque, si accorda con la casa discografica indipendente Domino Records che li mette sotto contratto nell'estate del 2005. Il loro primo album Whatever People Say I Am, That's What I'm Not esce agli inizi del 2006 entrando direttamente nel Guinness dei primati vendendo più di un milione di copie in soli 8 giorni, battendo così il precedente record detenuto dagli Oasis. Inoltre, detiene il record del maggior numero di copie vendute per un album di debutto nel Regno Unito, con 364 000 copie vendute solo nella prima settimana, superando così dopo sei anni Popstars, album del gruppo pop Hear'Say, che vendette nella prima settimana solo 306 631 copie.
Dall'album vengono estratti quattro singoli: I Bet You Look Good on the Dancefloor, When the Sun Goes Down, The View from the Afternoon, e Fake Tales of San Francisco.
Gli Arctic Monkeys hanno dichiarato di voler realizzare un cortometraggio, continuazione del video di When the Sun Goes Down, uno dei loro singoli più famosi.
Successivamente esce pochi mesi dopo Who the Fuck Are Arctic Monkeys?, un EP in cui ricompare il terzo singolo estratto da Whatever People Say I Am, That's What I'm Not, The View from the Afternoon.
Nel 2006 lascia la band il bassista Andy Nicholson poiché aveva sviluppato la sindrome del panico da palcoscenico. Il suo posto verrà poi preso dal bassista di supporto che lo aveva già sostituito nei concerti nordamericani, Nick O'Malley, amico d'infanzia della band, che lavorava come commesso ad un supermercato della catena Asbo. Intanto gli Arctic Monkeys continuano a ottenere il "tutto esaurito" e premi in tutta l'Inghilterra. Il 14 agosto 2006 esce il loro nuovo singolo Leave Before The Lights Come On. Suonano in vari festival, come il festival di Reading e Leeds e il T in the Park. Vincono il Mercury Prize, importante premio dedicato alla musica inglese, per Whatever People Say I Am, That's What I'm Not, e un Brit Award nella categoria "Rivelazione britannica".

### Favourite Worst Nightmare(2007)

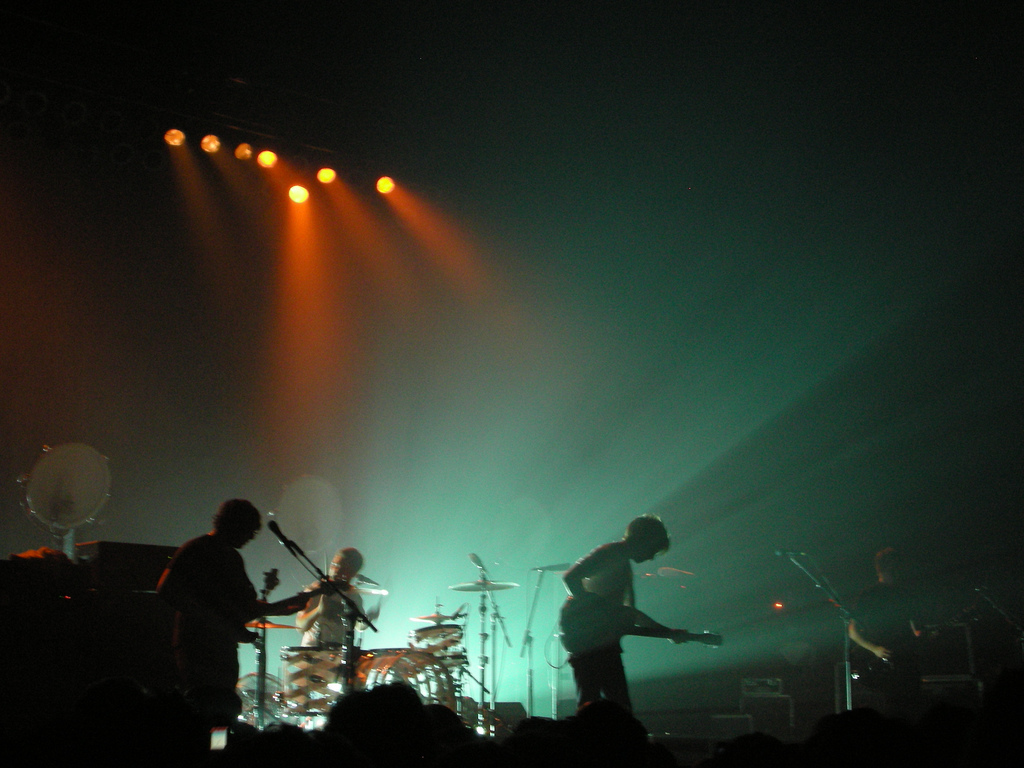
Un concerto del 2007, durante il Favourite Worst Nightmare tour.

Il loro tour per il nuovo album "Favourite Worst Nightmare" inizia al Leadmill di Sheffield il 10 febbraio 2007, la loro città natale in cui fanno esordire brani inediti come This House is a Circus, Balaclava, D is for Dangerous, Fluorescent Adolescent, Do Me a Favour, Brianstorm e What if You Were Right The First Time?. Il nuovo album uscirà il 18 aprile 2007 raggiunge ancora la vetta delle classifiche inglesi, ed è preceduto dal singolo Brianstorm, uscito il 2 aprile. Nel maggio 2006 si è tenuto il loro primo concerto in Italia, seguito da quello del marzo 2007 nella discoteca Rolling Stone di Milano. A Torino il 13 luglio hanno suonato come headliner al Traffic Torino Free Festival 2007, e il giorno seguente a Ferrara. Hanno suonato da headliner al festival di Glastonbury, e il tour si è concluso con un concerto al Carling Apollo di Manchester, registrato e poi pubblicato nel 2008 sotto forma di album live e DVD, intitolato "At the Apollo".

### Periodo intermedio (2008)
Nel 2008 Alex Turner ha deciso di avviare un progetto solista insieme a Miles Kane, ex chitarrista dei Little Flames e cantante dei The Rascals, e al batterista e produttore degli Arctic Monkeys James Ford, formando il gruppo The Last Shadow Puppets. L'album di debutto The Age of The Understatement raggiunge la vetta delle classifiche inglesi. Turner e Kane e Ford organizzano un breve tour accompagnati dal bassista Stephen Fretwell, dal tastierista e chitarrista John Ashton e accompagnati da un'orchestra di 16 pezzi. La band partecipa al festival di Reading e Leeds, e partecipa al festival di Glastonbury con un concerto segreto in cui vengono invitati come ospiti speciali prima Matt Helders degli Arctic Monkeys, per fare da batterista in The Age of The Understatement e poi Jack White dei Raconteurs e dei White Stripes che suona un assolo in Wondrous Place.

### Humbug(2009-2010)

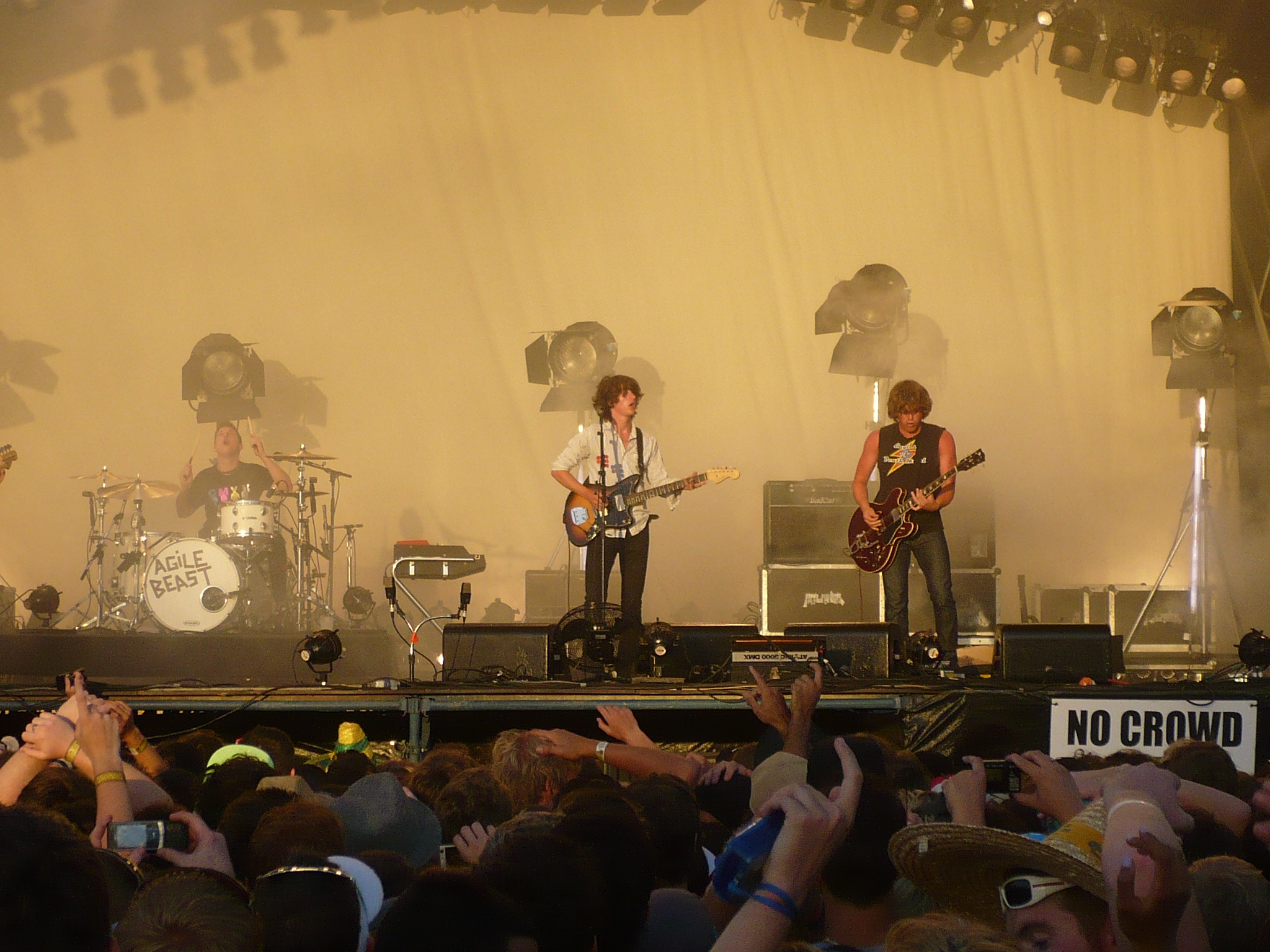
Gli Arctic Monkeys al Big Day Out nel 2009

Il 5 febbraio 2009 l'emittente televisiva Rock TV ha annunciato che il gruppo ha finalmente inciso il 78% del loro nuovo album (il terzo di studio) intitolato Humbug, uscito il 24 agosto 2009 negli USA e nel Regno Unito, piazzandosi subito al primo posto della classifica (in Italia il 28 agosto). L'album è preceduto dal singolo Crying Lightning pubblicato il 7 luglio 2009, e seguito dal singolo Cornerstone, contenente anche b-side che, a detta del produttore Josh Homme, sono tra le più valide dell'"epoca Humbug". Durante la registrazione e il tour di Humbug (2009/2010) la band è accompagnata dal tastierista John Ashton. Suonano da headliner a Reading e Leeds per la prima volta. L'album è un vero e proprio punto di svolta per la band, che da quest'album cambia completamente stile, per aprirsi a sonorità sempre diverse. Nel tour non vengono suonati cavalli di battaglia come Fake Tales of San Francisco, A Certain Romance, Mardy Bum (eccetto uno snippet del brano durante il concerto alla Sheffield Arena, all'interno di Fluorescent Adolescent) o Teddy Picker, per fare spazio invece a pezzi come Nettles, proprio b-side del singolo Teddy Picker, al lato b di Matador, Da Frame 2R, o alla mai suonata prima Only Ones Who Know, dall'album precedente.

### Suck It And See(2011-2012)
Il 6 giugno 2011 viene pubblicato sul proprio sito ufficiale il video del nuovo singolo Brick by Brick, che fa parte del nuovo album, Suck It and See, il cui titolo viene rivelato l'11 marzo. Il disco, lanciato dal singolo Don't Sit Down 'Cause I've Moved Your Chair, esce il 6 giugno e va dritto in cima alla classifica degli album più venduti. Gli Arctic Monkeys diventano la prima band capace di piazzare i suoi primi quattro album in cima alla classifica nella settimana della pubblicazione sul mercato. Nel luglio 2011 la band pubblica un EP contenente sei canzoni tratte dalla performance all'iTunes Festival di Londra. Il 15 agosto esce The Hellcat Spangled Shalalala, secondo singolo estratto da Suck It And See. Nel maggio 2011 inizia il nuovo tour, che si conclude nel marzo 2012, mentre il terzo singolo, Black Treacle, esce il 23 gennaio 2012. Il 26 febbraio 2012 la band diffonde online R U Mine?, un nuovo brano, che troverà la pubblicazione come singolo il 21 aprile. Il 27 luglio 2012, alla cerimonia di inaugurazione delle Olimpiadi di Londra 2012, il gruppo si esibisce suonando I Bet You Look Good on the Dancefloor e una cover di Come Together dei Beatles. Due grandi concerti tenuti al Don Valley Stadium il 10 e 11 giugno 2011 a Sheffield, furono gli eventi principali del tour. In questi due concerti il gruppo ha suonato, per la gioia dei fan, A Certain Romance (mai suonata live dal lontano concerto all'Apollo del 2007) per chiudere la scaletta, e Mardy Bum in versione "sole chitarre". A Certain Romance è stata un'eccezione e da lì fino al 2013 non sarà più suonata, mentre Mardy Bum sarà suonata in diverse occasioni fino a inizio 2012. Al concerto iniziale del tour al Cirkus a Stoccolma, in Svezia, sono state reintrodotte nella setlist la famosa Teddy Picker, e From The Ritz To The Rubble, che però sarà suonata solo in questa data e successivamente non sarà più reinserita nella scaletta della band.

### AM(2013-2014)

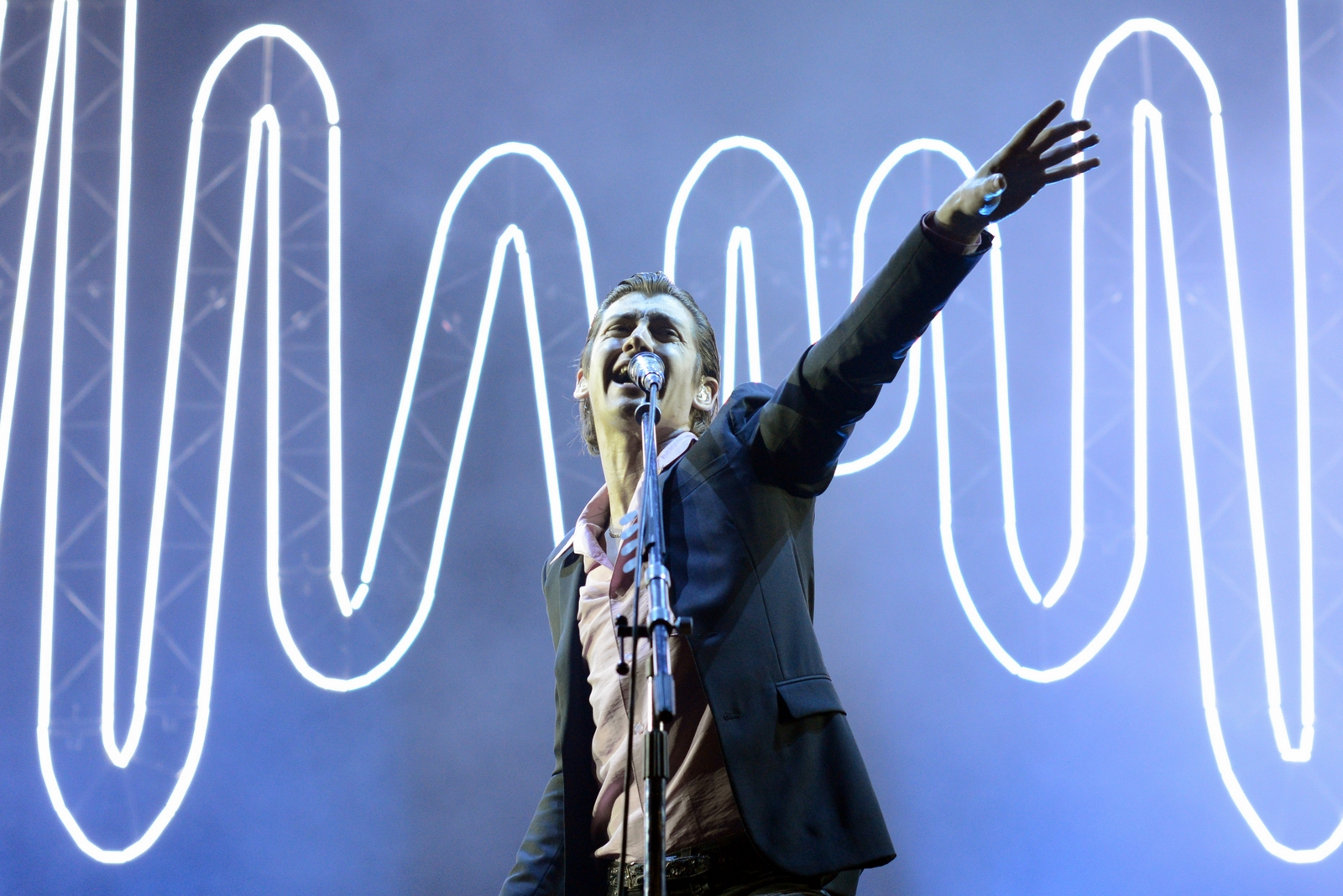
Alex Turner in Brasile, alla fine del tour di AM

Il nuovo tour degli Arctic Monkeys parte il 22 maggio 2013 al Majestic Ventura di Ventura, in California, in cui debutta l'inedito Do I Wanna Know?. Al Hultsfredsfestivalen il 14 giugno esordisce l'inedito Mad Sounds. È il tour di supporto al disco AM, il cui titolo viene rivelato il 24 giugno e la cui uscita è fissata per il 9 settembre. In questa prima parte del tour la band ripropone vecchi successi non sentiti da molto tempo, come Dancing Shoes (dal 2009), Fake Tales Of San Francisco (dal 2007), Old Yellow Bricks (dal 2007) e A Certain Romance (esclusi i concerti al Don Valley Stadium, dal 2007), mentre vengono scartati alcuni successi tra cui The View From The Afternoon. La band si è però dichiarata dispiaciuta dalla reazione del pubblico alle vecchie canzoni, e quindi le ha tolte di nuovo dalla scaletta a tempo indeterminato, è il caso di Fake Tales Of San Francisco, di A Certain Romance (escluse le versioni acustiche del Finsbury e Marlay Park, e del T in The Park) e di When The Sun Goes Down (non suonate da questo periodo, a parte al Rock en Seine, e al festival di Reading e Leeds). L'album, registrato negli studi Sage & Sound Recording di Los Angeles e in quelli di Rancho De La Luna di Joshua Tree, in California, si avvale della collaborazione di Josh Homme dei Queens of the Stone Age, Pete Thomas, batterista di Elvis Costello, e Bill Ryder-Jones dei Coral. È stato prodotto da James Ford in collaborazione con Ross Orton. Il 18 giugno 2013 viene pubblicato, in download digitale, il nuovo singolo Do I Wanna Know?. La porzione britannica del tour comprende anche un'esibizione come headliner al Festival di Glastonbury il 28 giugno 2013, dopo sei anni dall'ultima apparizione. Il 18 agosto esce il terzo singolo estratto dal quinto album AM. Si intitola Why'd You Only Call Me When You're High? e debutta all'ottavo posto della Official Singles Chart, diventando il primo brano della band ad entrare nella top 10 dai tempi di Fluorescent Adolescent (2007). AM esce il 9 settembre ed esordisce al primo posto della classifica britannica degli album, vendendo oltre 157 000 copie in una settimana. Diventano cinque di fila, dunque, gli album degli Arctic Monkeys giunti al primo posto: un nuovo record. Il disco, influenzato dall'hard rock anni settanta e dall'hip-hop, riscuote anche il successo della critica, guadagna una nomination ai Mercury Prize e riceve i premi "British Album of The Year" e "Best British Group" ai Brit Awards. Il 23 ottobre esce il quarto singolo estratto da AM, One for the Road. Vengono invece reintrodotti nella scaletta brani come Reckless Serenade e la esordiente dal vivo Piledriver Waltz, nell'inverno 2013. Nel 2014 vengono suonate dal vivo canzoni come My Propeller (unita a Knee Socks), Library Pictures e All My Own Stunts. In Italia suonano il 13 novembre 2013 al Mediolanum Forum di Assago, il 16 luglio 2014, al Castello Scaligero di Villafranca di Verona, e il 17 luglio in Piazza Duomo al Pistoia Blues Festival. Il 23 e 24 agosto 2014 la band svolge il ruolo di headliner al festival di Reading e Leeds, dopo cinque anni. L'AM tour si è concluso il 15 novembre 2014, a Rio de Janeiro. Nel tour sono stati accompagnati dal chitarrista Bill Ryder-Jones dai The Coral, e da Tom Rowley, ex Milburn, altro gruppo storico, ormai sciolto dal 2008, dell'underground di Sheffield, che spesso erano annoverati come amici-rivali degli stessi Arctic Monkeys quando anch'essi erano solo un gruppo conosciuto ancora solo nel panorama underground inglese, nel 2005 circa.
I vari membri del gruppo hanno dichiarato che dopo la fine del tour probabilmente non si faranno più vedere "per un po' di tempo".

### Pausa artistica (2015-2017)
Dopo l'AM tour i vari membri degli Arctic Monkeys si prendono una pausa per dedicarsi ognuno ai loro progetti personali, musicali o non musicali.
Alex Turner si dedica sempre alla musica: a marzo 2015 collabora con i Mini Mansions, cantando una parte del loro singolo Vertigo. Dopo inizia anche a lavorare con Miles Kane per il secondo album in studio del loro progetto "The Last Shadow Puppets", lasciato da parte da ben 7 anni, cioè dal 2008, anno di uscita di The Age of the Understatement. Da quel momento in poi, a parte un concerto in due per beneficenza del 2010 in cui hanno suonato alcuni brani dell'album di due anni prima, sono state solo tre le brevissime apparizioni, e comunque a sorpresa, dei due su un palco a nome "The Last Shadow Puppets", e tutte e tre sempre per suonare una sola canzone, Standing Next to Me, all'inizio del bis. Al concerto di Miles Kane a Glastonbury (2013), e negli altri due casi nei concerti degli Arctic Monkeys all'Olympia di Parigi (2012) e alla seconda serata di Finsbury (2014). Per questo i fan del gruppo ritenevano di non sbagliare pensando che per sentire su disco il ritorno del duo Turner/Kane avrebbero dovuto aspettare molti anni ancora, ritenendo più probabile l'uscita del successore di AM. Invece arriva nel 2016, dopo due video di annuncio a fine anno 2015, l'annuncio del secondo album, Everything You've Come to Expect. Il tour di Everything You've Come To Expect è partito il 24 marzo 2016 a Cambridge. Questo pospone l'ipotetica data di uscita di un ipotetico sesto album degli Arctic Monkeys.
Matt Helders si sposa nel 2015 con la sua ragazza Breana McDow, che tra l'altro è la modella dei video di Suck it and See e Evil Twin, e ha una figlia da lei, Amelia, il 30 ottobre dello stesso anno. Suona nell'album Post pop Depression di Iggy Pop uscito il 18 marzo 2016, a cui collabora anche Josh Homme. Partecipa, quindi, al tour promozionale dell'album. Jamie Cook, che anche lui come Matt si era sposato con la sua ragazza Katie Downes, nel 2014, ha il suo primo figlio nel settembre del 2015, Forrest. Nick O'Malley ha dichiarato di voler passare un po' di tempo con la sua famiglia, come Jamie.

### Tranquility Base Hotel & Casino(2018-2021)
L'11 gennaio 2018 il gruppo annuncia la prima data del loro nuovo tour, che partirà il 14 giugno 2018 al Woodlands Festival a Dover, nel Delaware. Questo, insieme alle dichiarazioni date dal bassista Nick O'Malley secondo le quali la lavorazione del sesto album fosse partita a settembre 2017, per una pubblicazione nel 2018, fanno pensare all'uscita del nuovo album prima dell'inizio del tour. Il 29 gennaio 2018 vengono annunciate tutte le date del tour europeo, che partira il 2 giugno 2018 al Primavera Sound Festival a Barcellona, in Spagna.
Il 5 aprile 2018 viene annunciato, tramite il sito dell'etichetta del gruppo Domino Records, il sesto album in studio, chiamato Tranquility Base Hotel & Casino; lo stesso giorno vengono rilasciati l'artwork, la tracklist e la data di uscita, prevista per l'11 maggio 2018.
Tranquility Base Hotel & Casino segna una svolta stilistica nella carriera degli Arctic Monkeys, presentandosi come un album più lounge e psichedelico dei precedenti, con influenze jazz e sci-fi. Tali influenze prendono origine dal periodo in cui Turner, all'inizio del 2016, guardando il film di Federico Fellini del 1963 8½, viene ispirato dal genere fantascientifico e dai ricordi dell'infanzia. Il risultato è quindi un disco diverso dai suoi predecessori. Se AM era ispirato al rock'n'roll degli anni '70, questo album risente più dell'influenza delle soundtrack dei film degli anni '60.
Il progetto di Tranquility Base Hotel & Casino doveva inizialmente essere un progetto solista di Alex Turner, in quanto parte dalla scrittura dei pezzi al suo pianoforte (uno Steinway Vertegrand regalatogli in occasione del suo 30° compleanno dal manager di Arctic Monkeys Ian McAndrew).
Il frontman della band però rifiuta l'idea di pubblicare l'album come suo progetto solista e decide di sottoporre le sue idee a Jamie Cook, chitarrista della band, e al resto dei musicisti che compongono gli Arctic Monkeys. Attraverso il lavoro del gruppo, le influenze di Turner si sono finalmente fuse con le chitarre, e l'album è il risultato.

### The Car(2022-presente)
L'8 dicembre 2021 la band è stata annunciata come co-headliner del Reading Festival insieme ai Bring Me the Horizon, Megan Thee Stallion, Rage Against the Machine e Halsey. Il 23 agosto 2022 fanno il loro esordio ufficiale al festival Openair di Zurigo con il nuovo brano I Ain't Quite Where I Think I Am, cui ha fatto seguito il giorno dopo l'annuncio del loro settimo album in studio, intitolato "The Car", previsto per il 21 ottobre. Il 30 agosto hanno pubblicato il primo singolo dall'album, There'd Better Be a Mirrorball, accompagnato dal relativo videoclip diretto da Turner, mentre I Ain't Quite Where I Think I Am è stato pubblicato come terzo singolo il 18 ottobre 2022. The Car raggiunge la posizione numero 2 della Official Albums Chart, dietro Midnights di Taylor Swift, mentre negli Stati Uniti non è andato oltre il sesto posto della Billboard 200. Il 3 marzo 2023 sono stati annunciati headliners del Glastonbury Festival 2023, insieme a Elton John e ai Guns N' Roses. Il 15 luglio 2023 hanno partecipato come headliners agli I-Days Coca Cola all'ippodromo Snai La Maura di Milano, con i gruppi spalla Gli Omini, Willie J. Healey e i The Hives.
Il giorno successivo, il 16 luglio 2023 si sono esibiti al Rock in Roma all’ippodromo delle Capannelle.

## Stile musicale

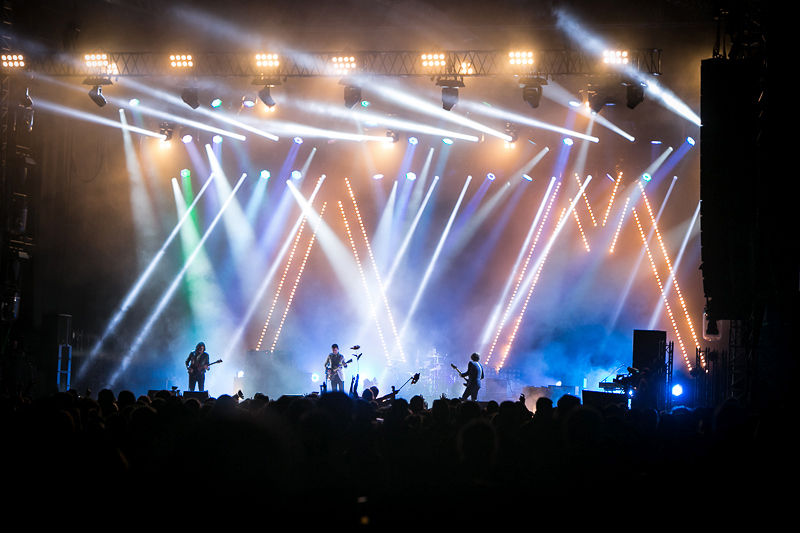
La band live a Zurigo nel 2013.

Il gruppo è sempre stato nella sfera musicale indie rock, anche se ha cambiato nettamente stile ad ogni album, tratto distintivo della band. I primi due album Whatever People Say I Am, That's What I'm Not e Favourite Worst Nightmare sono i più simili tra loro. Il primo è comunque più incentrato su uno stile più punk e garage rock, con canzoni più giovanili e testi che parlano prevalentemente di serate nei nightclubs e in generale della vita notturna a Sheffield e dintorni. Il secondo presenta uno stile più psichedelico, dove il gruppo ha iniziato l'uso di pedali ed effetti che conferiscono al disco un'aura più matura. Sicuramente le maggiori influenze provenivano dagli Strokes, White Stripes e Oasis.
Nel terzo album, Humbug, questa psichedelia ha raggiunto il suo apice. Mancano completamente canzoni in vecchio stile allegro e punk (come ad esempio I Bet You Look Good on the Dancefloor), che lasciano spazio a brani più lenti e mistici come Crying Lightning, oppure a brani molto heavy ma molto lenti, in stile Black Sabbath, ad esempio Pretty Visitors.
In Suck It and See la band ha mischiato gli stili dei primi tre album, come detto anche da Turner. Qui si sentono le influenze di band come gli Smiths.
Il quinto album, AM, che è stato un grandissimo successo commerciale, presenta un suono molto influenzato da Black Sabbath, OutKast e Aaliyah, come detto da Turner "come un beat alla Dr. Dre, a cui abbiamo dato un taglio a caschetto alla Ike Turner e che abbiamo mandato a galoppare nel deserto a cavallo di una Stratocaster".
Nel sesto album invece, Tranquility Base Hotel & Casino, hanno sperimentato sonorità anni '60 e '70, con un massiccio uso di pianoforte e tastiere.
Il settimo e ultimo album, The Car, rimane sullo stesso stile del precedente disco inserendo, oltre al pianoforte e percussioni (come in Hello You o in Mr Schwartz), anche sezioni d'archi: questo aspetto lo fa apparire come il più lontano dagli standard della band.

## Formazione

### Formazione attuale
- Alex Turner – voce, chitarra (2002-presente); tastiere (2007-presente)
- Jamie Cook – chitarra (2002-presente), tastiere (2018-presente); cori (2002-2006)
- Nick O'Malley – basso, cori (2006-presente)
- Matt Helders – batteria, voce, cori (2002-presente)

### Collaboratori dal vivo
- Thomas Rowley - chitarra elettrica, lap steel guitar, tastiere, cori (2013-presente)
- Tyler Parkford - tastiere, cori (2018-presente)
- Davey Latter - percussioni (2018-presente)

### Ex collaboratori dal vivo
- John Ashton - chitarra elettrica, tastiere, cori (2009-2011)
- Bill Ryder-Jones - chitarra elettrica (2013)
- Scott Gillies - chitarra acustica ed elettrica (2013-2019), lap steel guitar (2018-2019), tastiere (2012-2014)
- Cameron Avery - chitarra acustica, tastiere, cori (2018-2019)

### Ex componenti
- Andy Nicholson - basso, cori (2002-2006)
- Glyn Jones - voce (2003)[4]

## Discografia

### Album in studio
- 2006 – Whatever People Say I Am, That's What I'm Not
- 2007 – Favourite Worst Nightmare
- 2009 – Humbug
- 2011 – Suck It and See
- 2013 – AM
- 2018 – Tranquility Base Hotel & Casino
- 2022 – The Car

## Videografia

### Home video
- 2006 – Scummy Man
- 2008 – At the Apollo

## Critica
- La rivista NME ha inserito I Bet You Look Good On The Dance Floor all'undicesimo posto della classifica delle 150 migliori canzoni degli ultimi 15 anni.[43]
- La rivista musicale Rolling Stone ha piazzato l'album Whatever People Say I Am, That's What I'm Not alla 371ª posizione nella sua classifica dei 500 album migliori di tutti i tempi, alla 41ª posizione nella lista dei 100 migliori album degli anni 2000 e alla 30ª posizione nella classifica dei 100 migliori album di debutto di sempre; nel 2013 Do I Wanna Know è stata decretata, sempre da Rolling Stone, decima miglior canzone dell'anno, e AM nono miglior album dello stesso anno.[44][45][46][47][48] La rivista musicale NME ha piazzato l'album alla 4ª posizione dei 100 migliori album dello stesso decennio.[49]

## Nella cultura di massa
- Il loro brano Brianstorm del secondo album Favourite Worst Nightmare è stato incluso nella tracklist del videogioco Guitar Hero 5, R U Mine? è stato incluso nei videogiochi Rocksmith 2014 e Forza Horizon e "Do I Wanna Know" è presente nel gioco "The Crew".
- La band viene citata nell'ottava stagione a fumetti di Buffy l'ammazzavampiri.[50]
- Le canzoni degli Arctic Monkeys sono molto usate nella colonna sonora della serie televisiva britannica Peaky Blinders.
- In una puntata de I Simpson, Marge rivela alle amiche di avere una passione per gli Arctic Monkeys.